# 해피 집시
해피 집시(Skupljaci Perja, Happy Gypsies)는 유고슬라비아 사회주의 연방공화국에서 제작된 알렉산다르 페트로빅 감독의 1967년 영화이다. 베킴 페미우 등이 주연으로 출연하였다.

## 출연

### 주연
- 베킴 페미우
- 올리베라 부코

## 제작진
- 미술: 벨코 드스포토빅